# ガラクトース-1-リン酸
ガラクトース-1-リン酸（ガラクトース-1-リンさん、Galactose-1-phosphate, gal-1-P）は、グルコースとガラクトースの相互変換の中間体である。
ガラクトキナーゼによってガラクトースから生成される。
ガラクトース-1-リン酸ウリジリルトランスフェラーゼ欠損によるガラクトース血症では、ガラクトース-1-リン酸が正常に代謝されず蓄積する。